# 池田博忠
池田 博忠（いけだ ひろただ）は、江戸時代後期の岡山藩の家老。通称は弁之進、刑部。建部池田家（森寺池田家）12代当主。

## 略歴
10代当主池田博教の子として誕生。
文化3年（1806年）父博教が急死したとき4歳であったため。叔父池田方智が一時家督した。文政3年（1820年）2月養父方智の隠居により家督を継ぎ、岡山藩家老建部1万石の領主となる。学問を好み、歌人としても活躍した。
天保年間、建部中田の学問所の教員を改選して家中の教育を更に振興した。弘化元年（1844年）8月仕置家老となる。弘化2年（1845年）名を刑部と改める。嘉永5年（1852年）12月、幕府より備前児島洲の開墾を賞され、その責任者として時服を賜る。安政元年（1854年）下屋敷普請を担当した職人の賃金を藩が発行した銀札で支払い、翌日に銀札の切り下げ（安政の札潰れ）を行ったため非難を浴びた。
安政3年（1856年）8月隠居して嫡男博文に家督を譲る。
文久2年（1862年）没。享年60。